# Équipier de première intervention
 (janvier 2022).
La mise en forme du texte ne suit pas les recommandations de Wikipédia : il faut le « wikifier ».
Les points d'amélioration suivants sont les cas les plus fréquents :
- Les titres sont pré-formatés par le logiciel. Ils ne sont ni en capitales, ni en gras.
- Le texte ne doit pas être écrit en capitales (les noms de famille non plus), ni en gras, ni en italique, ni en « petit »…
- Le gras n'est utilisé que pour surligner le titre de l'article dans l'introduction, une seule fois.
- L'italique est rarement utilisé : mots en langue étrangère, titres d'œuvres, noms de bateaux, etc.
- Les citations ne sont pas en italique mais en corps de texte normal. Elles sont entourées par des guillemets français : « et ».
- Les listes à puces sont à éviter, des paragraphes rédigés étant largement préférés. Les tableaux sont à réserver à la présentation de données structurées (résultats, etc.).
- Les appels de note de bas de page (petits chiffres en exposant, introduits par l'outil «  Source ») sont à placer entre la fin de phrase et le point final[comme ça].
- Les liens internes (vers d'autres articles de Wikipédia) sont à choisir avec parcimonie. Créez des liens vers des articles approfondissant le sujet. Les termes génériques sans rapport avec le sujet sont à éviter, ainsi que les répétitions de liens vers un même terme.
- Les liens externes sont à placer uniquement dans une section « Liens externes », à la fin de l'article. Ces liens sont à choisir avec parcimonie suivant les règles définies. Si un lien sert de source à l'article, son insertion dans le texte est à faire par les notes de bas de page.
- La présentation des références doit suivre les conventions bibliographiques. Il est recommandé d'utiliser les modèles {{Ouvrage}}, {{Chapitre}}, {{Article}}, {{Lien web}} et/ou {{Bibliographie}}. Le mode d'édition visuel peut mettre en forme automatiquement les références.
- Insérer une infobox (cadre d'informations à droite) n'est pas obligatoire pour parachever la mise en page.

Pour une aide détaillée, merci de consulter Aide:Wikification.
Si vous pensez que ces points ont été résolus, vous pouvez retirer ce bandeau et améliorer la mise en forme d'un autre article.
 (septembre 2022).

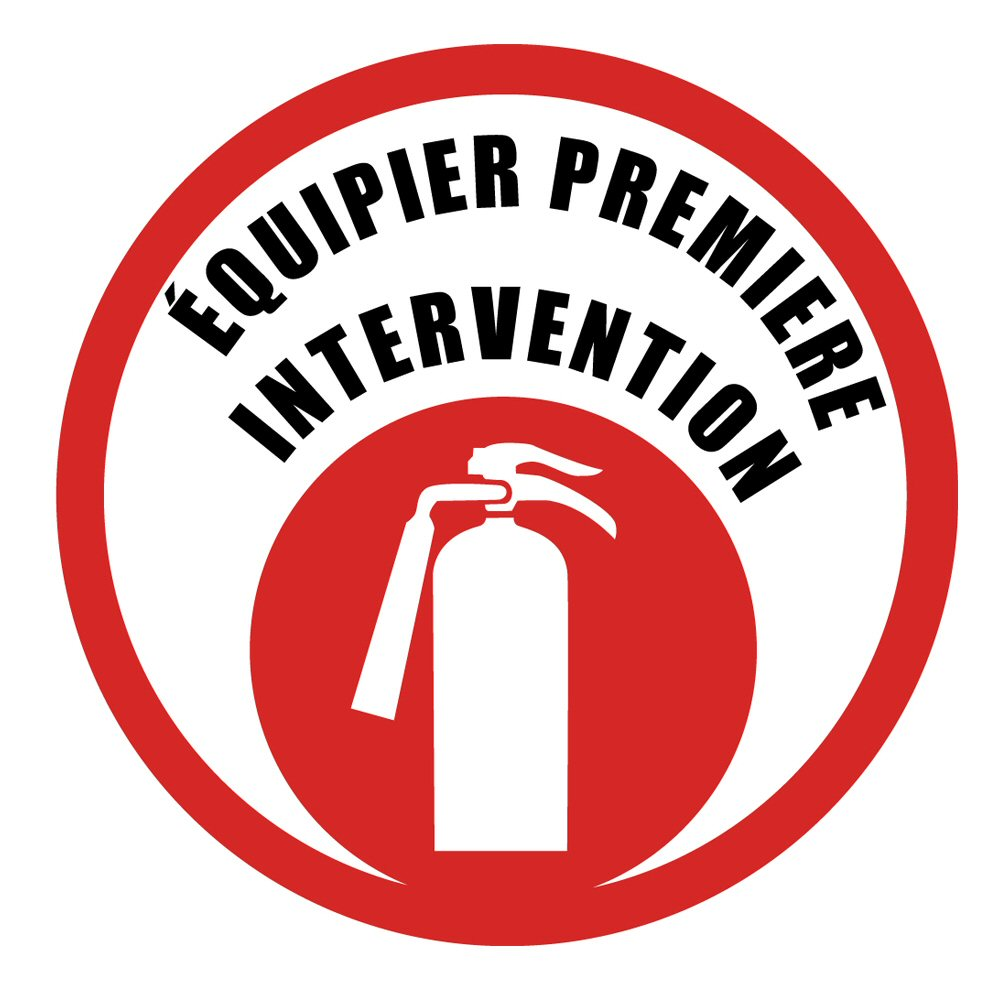
Logo d’équipier de première intervention. Le cercle rouge extérieur indique le niveau d'acteur.

Un Équipier de Première Intervention est un travailleur qui, en application de la réglementation en vigueur, a suivi une formation à la prévention du risque lié à l'incendie. Dans un premier temps, il a un rôle préventif sur son poste de travail, son entreprise ou son établissement, puis, face à un départ de feu et après s’être protégé, un rôle d'acteur, en utilisant les moyens de premiers secours disponibles et en réalisant les différentes manœuvres rendues nécessaires.
En France, la formation d'Équipier de Première Intervention est délivrée en application de l'article R4227-39 du Code du travail.

## Équipier de Première Intervention (E.P.I.) en France

### Historique
Si l'appellation Équipier de Première Intervention est utilisée depuis le milieu des années 2000, celle-ci fait référence à la marque créée "Équipier de Première Intervention" et déposée en 2011 par Sébastien Bouziat, Instructeur et Expert Incendie. La marque, désignée par un logo unique, a fait l'objet en fin d'année 2019 de la création de la Certification d’Équipier de Première Intervention.

### Réglementation
Les dispositions de l'article R.4227-39 du Code du travail prévoient que « La consigne de sécurité incendie prévoit des essais et visites périodiques du matériel et des exercices au cours desquels les travailleurs apprennent à reconnaître les caractéristiques du signal sonore d'alarme générale, à localiser et à utiliser les espaces d'attente sécurisés ou les espaces équivalents, à se servir des moyens de premier secours et à exécuter les diverses manœuvres nécessaires.
Ces exercices et essais périodiques ont lieu au moins tous les six mois. Leur date et les observations auxquelles ils peuvent avoir donné lieu sont consignées sur un registre tenu à la disposition de l'inspection du travail. »
Les dispositions de cet article sont applicables au sein de toutes les entreprises françaises ainsi que dans les locaux et établissements relevant de la Fonction Publique.
Avant 2008, l'article R4227-39 était codifié en R232-12-21.
Il est important de noter que si cet article du Code du travail prévoit l'obligation de l'employeur de mettre en œuvre une formation au bénéfice de l'ensemble de ses travailleurs, il ne prévoit pas nominativement la formation d' "Équipier de Première Intervention". Pour autant, la Certification "Équipier de Première Intervention " répond pleinement à l’obligation légale relevée par l’employeur.

### La génèse de l'appellation Équipier de Première Intervention
Chaque employeur, doit, en application des dispositions légales et réglementaires, organiser une formation à la prévention du risque lié à l'incendie, au bénéfice des travailleurs qu'il emploie. Afin de se conformer à cette obligation, les employeurs font, dans la majeure partie des cas, appel à un Organisme de Formation professionnelle continue afin de réaliser cette formation, qui, au regard du coût engendré, de la durée horaire de la session de formation, du nombre de travailleurs devant suivre la formation, se résume à une simple formation à la manipulation des extincteurs mobiles et portatifs. Parfois, il s’avère que cette session de formation est délivrée séparément de la séquence relative à l'évacuation des occupants de l'établissement. Ce type de formation ayant généralement une durée maximale d'une heure, n'est sanctionnée par aucune validation des connaissances ou compétences, et n’est peu ou pas suivie d'une quelconque remise d'attestation de formation.
Or, une "simple" formation à la manipulation des extincteurs mobiles et portatifs ne permet pas à l'employeur de répondre précisément aux dispositions de l'article R.4227-39 du Code du travail. En effet, en application dudit article, à l'issue de la formation suivie, chaque travailleur doit être :
- Capable de reconnaître les dispositifs et moyens de lutte contre l'incendie disponibles sur son poste de travail, voire, au sein de son établissement ;
- Capable de reconnaître les caractéristiques du signal sonore d'alarme générale de l'établissement ;
- Capable de localiser et d'utiliser, s'ils existent, les Espaces d'Attente Sécurisés (E.A.S.) ou les espaces équivalents ;
- Capable de se servir des moyens de premiers secours disponibles au sein de l'établissement ;
- Capable d'exécuter les diverses manœuvres rendues nécessaires, notamment dans le cadre de l'évacuation des occupants des locaux de l'établissement.
De plus, chaque travailleur doit, face au risque lié à l'incendie, développer une véritable culture de prévention.

Ces 5 compétences associées à la culture de prévention du risque lié à l'incendie sont les fondements de la formation et de la Certification d’Équipier de Première Intervention. La mise en œuvre de la formation d'Équipier de Première Intervention au bénéfice de ses travailleurs, permet à l'employeur de répondre pleinement aux obligations réglementaires en vigueur.

### De la marque à la formation certifiante
Le logo et la marque "Équipier de Première Intervention" ont fait l'objet d'un dépôt auprès de l'Institut National de la Propriété Industrielle (INPI), respectivement en octobre 2011 et en janvier 2011 par Sébastien Bouziat, Instructeur et Expert Incendie. Au regard de l'évolution de la Formation Professionnelle Continue, la Certification "Équipier de Première Intervention (E.P.I.)" a été déposé auprès du Registre Spécifique de France Compétences, à la fin de l'année 2019. L'Organisme Certificateur est Prévipol Alliance Méditerranée.

### Formation
Tout travailleur peut devenir Équipier de Première Intervention (E.P.I.) sans prérequis particulier. La formation et la Certification d’"Équipier de Première Intervention" s’adresse à l’ensemble des travailleurs relevant du régime général de la sécurité sociale (communément appelé « le privé »), mais également aux fonctionnaires relevant de la Fonction Publique d’Etat (FPE), la Fonction Publique Territoriale (FPT) ainsi que de la Fonction Publique Hospitalière (FPH).
L'organisation de la formation initiale et continue (MAC – Maintien et Actualisation des Compétences) est définie par le Document de Référence E.P.I. en vigueur. Seuls les Organismes de Formation habilités par l'Organisme Certificateur Prévipol Alliance Méditerranée peuvent délivrer auprès d'entreprises ou d'établissements relevant de la Fonction Publique, la formation initiale et/ou continue d'Équipier de Première Intervention (E.P.I.).
La session de formation d'Équipier de Première Intervention (E.P.I.), d'une durée horaire minimale de 3h30, est animée par un Formateur E.P.I. formé et certifié par PREVIPOL Alliance Méditerranée. A l'issue de la formation, chaque travailleur ayant participé activement lors des séquences de la session et ayant fait l'objet d'une évaluation favorable dans le cadre de la validation de ses compétences, par le Formateur E.P.I., sera verra remettre un Certificat d'Équipier de Première Intervention (E.P.I.).
Les compétences visées par le titre professionnel d'Équipier de Première Intervention (E.P.I.) sont fixées par Référentiel de Compétences E.P.I.
Les modalités de Certification de la formation d’ Équipier de Première Intervention (E.P.I.)  sont fixées par le Référentiel de Certification E.P.I.
Le Référentiel de Compétences et le Référentiel de Certification E.P.I. sont présentés au sein des dispositions du Document de Référence E.P.I. en vigueur.
Le Référentiel de Compétences de l’Équipier de Première Intervention (E.P.I. ) est scindé en 3 domaines de compétences. À l’issue de la Formation initiale, le stagiaire est certifié au travers de 9 compétences et 23 sous-compétences.
La formation initiale de Formateur d’"Équipier de Première Intervention (E.P.I)" a une durée minimale de 3h30. Elle est conforme aux référentiels élaborés par Prévipol Alliance Méditerranée. Cette formation comporte des évaluations formatives et des épreuves d’évaluations certificatives finales.
Pour que son certificat reste valide, le Formateur d’«Équipier de Première Intervention (E.P.I) doit suivre périodiquement une session de Maintien et d’Actualisation de ses Compétences (MAC) ; la périodicité de cette formation est fixée à 12 mois. La durée d’une session de formation MAC Formateur EPI est fixée à 3h30.

### Contenu pédagogique typique
Outre les aspects réglementaires et de certification, les organismes de formation proposent généralement des modules de formation structurés autour de deux axes : une phase théorique et une phase pratique.
La phase théorique couvre :
- les principes de la combustion ;
- les classes de feu ;
- les types d'extincteurs et leur usage ;
- les règles de sécurité incendie.

La phase pratique inclut :
- des exercices de manipulation d’extincteurs (eau, CO₂, poudre) sur feux réels simulés ;
- la mise en situation d’alerte, d’évacuation ou d'intervention en binôme.

### Formateur
Le Formateur d’ «Équipier de Première Intervention (E.P.I)» ou Formateur EPI est le seul formateur qui a les connaissances et les compétences nécessaires pour encadrer, animer, évaluer des stagiaires et délivrer la Certification d’Équipier de Première Intervention (E.P.I), lors d’une session de formation initiale et/ou continue.
En cohérence avec la démarche prévention de l’entreprise, de l’établissement, de la collectivité, il participe à la mise en œuvre de cette démarche par la préparation et l’animation de sessions de formations initiales et continues d’ Équipier de Première Intervention (E.P.I). Il assure le suivi des Équipier de Première Intervention (E.P.I) par la préparation et l’animation des sessions Maintien et Actualisation de leurs Compétences (MAC)
Le Formateur EPI exerce son activité en tant que salarié d’une entreprise ou d’un établissement, ou en tant qu’agent contractuel ou titulaire au sein d’un service relevant de la fonction publique, ou en tant que salarié, prestataire d’un organisme de formation, voire en tant que professionnel indépendant. Il exerce cette fonction dans des conditions définies par son entreprise, Organisme de Formation (OF), collectivité ou établissement relevant de la Fonction Publique et dans le respect des règles de l’habilitation et des documents de référence définis par Prévipol Alliance Méditerranée. Cette activité peut être remplie à temps partiel ou à temps plein.
Le Référentiel de Compétences du Formateur EPI est scindé en 4 domaines de compétences. A l’issue de la Formation initiale de Formateur, le formateur est certifié au travers de 11 compétences et 39 sous-compétences.
La formation initiale de Formateur d’Équipier de Première Intervention (E.P.I) a une durée minimale de 40 heures. Elle est conforme aux référentiels élaborés par Prévipol Alliance Méditerranée. Cette formation comporte des évaluations formatives et des épreuves d’évaluations certificatives finales.
Pour que son certificat reste valide, le Formateur d’Équipier de Première Intervention (E.P.I) doit suivre périodiquement une session de Maintien et d’Actualisation de ses Compétences (MAC) ; la périodicité de cette formation est fixée à 24 mois. La durée d’une session de formation MAC Formateur EPI est fixée à 14 heures.

### Identification

#### Équipier de Première Intervention (E.P.I)
L'Équipier de Première Intervention (E.P.I) peut, sur son poste de travail, se signaler avec le logo présenté ci-dessus, au travers d'un autocollant placé sur sa porte de bureau ou sur son casque de protection, ou au travers d'un pin's ou d'un écusson apposé sur sa tenue de travail. Cette identification permet à l'ensemble des travailleurs de reconnaître, au travers d'un sigle unique sur l'ensemble du territoire français, les Équipiers de Première Intervention (E.P.I) en cas de besoin.
Manuels de Formation
Les manuels de formation d'Équipier de Première Intervention (E.P.I) sont édités et distribués en exclusivité par MémoForma.

#### Équipier de Seconde Intervention (E.S.I.)
L’action des Équipiers de Première Intervention (E.P.I) peut être rendue plus efficace par le renfort des Équipiers de Seconde Intervention (E.P.I). Ces équipiers utilisent des moyens de premiers secours qui peuvent être plus long à mettre en œuvre qu’un simple extincteur portatif et mobile comme par exemple un R.I.A. (Robinet d’Incendie Armé).
Un Équipier de Seconde Intervention  est un travailleur qui, en application de la réglementation en vigueur, a suivi une formation à la prévention du risque lié à l'incendie et a obtenu, à l’issue de celle-ci, la Certification d’Équipier de Seconde Intervention.
Un Équipier de Seconde Intervention a dans un premier temps un rôle préventif sur son poste de travail, son entreprise ou son établissement, puis, face à un départ de feu et après s’être protégé, un rôle d'acteur en utilisant les moyens de seconde intervention disponibles et en réalisant les différentes manœuvres rendues nécessaires.
La formation d' Équipier de Seconde Intervention est délivrée en application de l'article R4227-39 du Code du travail.

### Homonymie
E.P.I. qui signifie "Equipier de Première Intervention", signifie également, dans le domaine de la prévention des risques professionnels "Equipement de Protection Individuelle".